# ローリー (防護巡洋艦)
|          |                                                                            |
| 艦歴     |                                                                            |
| 発注     |                                                                            |
| 起工     | 1889年12月19日                                                             |
| 進水     | 1892年3月31日                                                              |
| 就役     | 1894年4月17日                                                              |
| 退役     | 1919年4月21日                                                              |
| その後   | 1921年8月5日にスクラップとして売却                                         |
| 除籍     | 1921年8月5日                                                               |
| 性能諸元 |                                                                            |
| 排水量   | 3,200トン                                                                  |
| 全長     | 305 ft 10 in                                                               |
| 全幅     | 42 ft                                                                      |
| 吃水     | 20 ft 2 in                                                                 |
| 機関     |                                                                            |
| 最大速   | 19ノット                                                                   |
| 乗員     | 士官、兵員312名                                                            |
| 兵装     | 6インチ砲1門 5インチ砲10門 6ポンド砲8門 1ポンド砲4門 18インチ魚雷発射管4門 |

ローリー (USS Raleigh, C-8) は、アメリカ海軍の防護巡洋艦。艦名はノースカロライナ州ローリーに因む。その名を持つ艦としては2隻目。

## 艦歴
ローリーは1889年12月19日にバージニア州ポーツマスのノーフォーク海軍工廠で起工する。1892年3月31日にアルフレッド・W・ヘイウッド夫人によって命名、進水し、1894年4月17日に艦長メリル・ミラー大佐の指揮下就役した。
進水後も5ヶ月間作業が行われ、9月初めにローリーはハンプトン・ローズに向かい、続いてチェサピーク湾で整調を行った。1895年1月にロードアイランド州ニューポート沖で艤装が完了し、25日にカリブ海での戦闘訓練のため北大西洋戦隊に合流し出航した。6月にニューヨークに向かい、続いて南へ向けて航海を続けフロリダ半島付近を巡航した。8月に修理のためニューヨークに帰還し、その後部隊と共に作戦活動を再開した。続く10ヶ月間、ローリーは西大西洋での作戦活動に従事し、ニューイングランドからフロリダ海峡までの範囲を巡航した。
1896年の夏、ローリーはサウスカロライナ州とルイジアナ州の海軍民兵を訓練し、その後東海岸に戻って北大西洋戦隊との演習を行った。10月末から1897年2月までフロリダ沖での中立パトロールに従事し、4月にノーフォークでオーバーホールを完了すると、グラント将軍の墓所の献堂式に参加した。
5月6日にローリーは東に向けて出航し、6月11日にエーゲ海のスマーナ（現在のイズミル）にあるヨーロピアン・ステーションに到着した。7月にはモロッコへの親善巡航に参加した。8月にローリーはイタリア沖を巡行し、その後地中海西部に帰還した。12月までレヴァント沖で活動し、同月末にスエズ運河を通過してアジア・ステーションに向かう。1898年2月18日にローリーは香港に到着し、ジョージ・デューイ提督の艦隊に加わった。
4月26日、連邦議会はスペインに宣戦を布告した。27日に戦隊はマニラに向けて出航した。
月末にローリーはエル・フライル島を通過し、敵砲台による砲撃を受ける。ローリーはコンコード (USS Concord, PG-3)、ボストン (USS Boston) と共に反撃し、続いてスペイン艦隊に攻撃を行うためカヴィテに接近した。
アメリカ艦隊は縦列で航行し、スペイン艦隊に接近すると砲撃を始めた。2時間後、5度の交戦が完了し、スペイン艦隊は撃破された。沿岸砲台は格好の標的となった。5月1日の正午直前にローリーはオリンピア (USS Olympia, C-6)、ボストン、ペトレル (USS Petrel, PG-2) と合流し、海軍工廠および造兵廠の砲台を沈黙させた。5月2日、コレヒドール島の降伏を要求するためローリーの士官が上陸し、3日には砲台および軍需品を破壊するための部隊が派遣された。午後遅くに同様の目的でパロ・カバロにも部隊が派遣された。その後ローリーは偵察警戒任務を担当し、9日には砲艦カヤオ (Callao) を捕獲した。
7月にローリーはマニラ湾からスービック湾へ移動した。7日にグランデ島に砲撃を行い、スペイン軍部隊が降伏するまで砲撃を継続した。その後守備隊を上陸させた。10日にローリーはマニラに帰還し、その後スペイン軍が8月半ばに降伏するまで同地に留まった。